# Юнг Клара Марківна
Кла́ра Ма́рківна Ю́нг (Хая-Рися Шпіколіцер) (Йонг, Юнгвіц, в першому шлюбі Херман) (1876, за деякими джерелами 1877 чи 1878, Золочів, Австро-Угорщина, нині Львівська область, Україна — 1952, Москва), єврейська артистка естради, оперети, театру.

## Життєпис
Навчалася акторської майстерності в «Драматик клаб» Фейнмана та танцям в студії братів Кералфа, виступала в єврейських групах. У трупі К. Хермана виконувала роль Шуломіс в однойменній опері А. Гольдфадена та Діни в «Бар-Кохбі», Біньйоміндла в «Йосипі та його братах» І. Латайнера.
З 1900 року виступає в Народному театрі Бориса Томашевського (Баруха Аарона), виконувала роль дочки у виставі «Сім'я Адлер».
1908 року переходить до Таліе-театер у Нью-Йорку. Її чоловік Боез Юнг (Юнгвіц), що походив із Західної України, став на довгі десятиліття драматургом, театральним продюсером, педагогом та режисером.
1910 року почалася її кар'єра артистки оперети з ролі Белли в «Чоловікові моєї жінки» по п'єсі Мазеля на музику Б. Юнга.
Виконувала головні ролі в оперетах «Американка» Д. Шора та І. Румшинського, «Джейкеле-брехунець» та «Пупсик» Б. Юнга.
З 1911 року подружжя гастролює Європою, виступи відбуваються і в Росії, короткочасно повертаються до США.
У сезоні 1912/1913 років у Варшавському театрі «Елізеум» виконала оперету «Американець».
Захоплені відгуки про її виступи залишили Іцхок Перец, Динезон Яків, І. Каценельсон, Іза Кремер, Менделе Мойхер-Сфорім, Х. Н. Бялик, зірки Московського художнього театру, зокрема Ольга Кніппер-Чехова, Марія Блюменталь-Тамаріна.
У 1920-х роках виконувала ролі в оперетах І. Розенберга «Дочка фермера», «Голландська дружинонька», «Дівчина з Угорщини», «Береле-тремп», «Шошанна», Б. Юнга «Румунське весілля», «Нечупара Хацкеле», «Лейбеле одесит», «Шоста жінка», Ракова та Румшинського «Ханче в Америці».
У 1922—1928 роках подружжя виступало в містах СРСР за контрактом з Наркоматом освіти. Так, приміром, у хроніці часопису «Нове мистецтво» за грудень 1925 сповіщалося про її виступи в Катеринославі: «Гастролі Клари Юнг». 18 грудня в Катеринославі розпочалися гастролі відомої єврейської артистки Клари Юнг. Вистави відбуваються під художнім керівництвом режисера Юнгвіца. У репертуарі: «М-І Пипси», «Ханче ін Америке», «Ді американер».
1925 року в Москві створюється театр Єврейської музичної комедії під керівництвом Б. Юнга. Під радянські вимоги була перероблена оперета Румшинського «Мелодія ребе» — «Тихо! Ребе їде!», вистави відвідували А. Луначарський, О. Риков, Карл Радек.
1927 року до 50-ліття Клари нарком і драматург Луначарський написав захоплену статтю про її творчість.
З 1928 року подружжя гастролювало в Європі, Південній Америці, 1930 повернулися до США. Там стали жертвою фінансової афери, втратили статок і репертуар.
1934 року Кларі пропонують стати провідною акторкою Єврейського театру оперети в Москві, вона приймає цю пропозицію. 1935 року отримує радянське громадянство. Інколи її творчість зазнавала нападок, зокрема, 1934 року в газеті «Емес» М. Литваков (Моше Литваков) звинувачував її у вульгарності.
У часі Другої світової війни виступала перед евакуйованими євреями в Башкирії та Центральній Азії.
У післявоєнному часі гастролювала з естрадними програмами, авторами текстів були П. Маркіш та І. Фефер, музику писали композитори Л. Пульвер та Л. Ямпольський.
В останню дорогу її проводжали тільки дві людини — її чоловік та Леонід Утьосов. Похована на Донському кладовищі в Москві.